# Biblioteka Fantastyki
Biblioteka Fantastyki – seria książek z gatunku fantastyki wydawana przez Wydawnictwo Alfa (od 1993 „Alfa-Wero”), ukazująca się w latach 1985-2001. Redaktorami serii byli Wiktor Bukato (do 1990) i Marek S. Nowowiejski. 
Na uwagę w serii zasługuje debiut książkowy Rafała Ziemkiewicza – zbiór opowiadań Władca szczurów oraz pierwszy w świecie autorski zbiór opowiadań J. T. Mclntosha Dziesiąte podejście.

## Oprawa graficzna
Seria kilkakrotnie zmieniała szatę graficzną. 13 pierwszych pozycji ukazało się w formacie kieszonkowym.
Książki z poszczególnych podgatunków były opatrzone podtytułami serii i różnymi znakami: „Biblioteka Fantastyki. Science Fiction” – litery „SF” wpisane w kwadrat, „Biblioteka Fantastyki. Fantasy” – miecz, „Biblioteka Fantastyki. Weird Fiction” – nietoperza. Autorem pierwotnego logo serii był Ryszard Z. Fiejtek. Wśród autorów grafik na okładkach byli m.in.: Robert Bury, Dariusz Chojnacki, Jacek G. Urbański.
Nieliczne pozycje serii miały wewnątrz ilustracje: w Człowieku z mgły Krzysztofa Borunia były ilustracje autorstwa Jacka G. Urbańskiego, a Władcy szczurów Rafała Ziemkiewicza ilustracje Andrzeja Biedrzyckiego.
Recenzentka „Nowej Fantastyki” oceniła po kilku latach (w 1991) poziom edytorski serii jako „zdecydowanie zadowalający”.

## Wykaz pozycji
1. Poul Anderson – Wojna skrzydlatych
2. Krzysztof Boruń – Człowiek z mgły
3. Arkadij i Borys Strugaccy – Ślimak na zboczu
4. Lloyd Biggle Jr. – Pomnik
5. H. Rider Haggard – Eryk Promiennooki
6. Lino Aldani – Księżyc dwudziestu rąk
7. James White – Szpital kosmiczny
8. Edmund Cooper(inne języki) – Po drugiej stronie nieba
9. Ian Watson – Łowca śmierci
10. Rafał A. Ziemkiewicz – Władca szczurów
11. Robert E. Howard – Conan z Cimmerii
12. Robert E. Howard – Conan. Droga do tronu
13. Robert E. Howard – Conan. Godzina Smoka
14. Arthur C. Clarke – Spotkanie z Meduzą
15. J. T. McIntosh – Dziesiąte podejście
16. Arkadij i Borys Strugaccy – Daleka Tęcza
17. A.E. van Vogt – Krypta bestii
18. A.E. van Vogt – Slan
19. Jerzy Siewierski – Przeraźliwy chłód
20. Wolfgang Jeschke – Pielgrzymi czasu
21. Piers Anthony – Sfery
22. Tanith Lee – Czarnoksiężnik z Volkyanu
23. Greg Bear – Koncert nieskończoności
24. Poul Anderson – Zaklęty miecz
25. Clifford D. Simak – Rezerwat goblinów
26. Parke Godwin(inne języki), Marvin Kaye(inne języki) – Władcy samotności
27. Greg Bear – Pieśń krwi
28. Fritz Leiber – Miecze i ciemne siły
29. Roger Zelazny – Odmieniec
30. Roger Zelazny – Szalony różdżkarz
31. Hannes Bok(inne języki) – Statek czarnoksiężnika
32. Philip K. Dick – Nasi przyjaciele z Frolixa 8
33. Abraham Merritt(inne języki) – Twarz w otchłani
34. Tanith Lee – Demon ciemności
35. C.J. Cherryh – Ludzie z gwiazdy Pella
36. Glen Cook – Słodki srebrny blues
37. L. Sprague de Camp, C. C. De Camp(inne języki) – Rycerz mimo woli
38. Poul Anderson – Dzieci wodnika
39. Marion Zimmer Bradley, Paul Edwin Zimmer(inne języki) – Łowcy z czerwonego księżyca
40. Andrzej Zimniak – Samotny myśliwy
41. Julian May(inne języki) – Wielobarwny kraj
42. Abraham Merritt(inne języki) – Pierścień Krakena
43. L. Sprague de Camp, Fletcher Pratt – Uczeń czarnoksiężnika
44. Clark Ashton Smith – Miasto Śpiewającego Płomienia
45. David Bischoff(inne języki), Rich Brown(inne języki), Linda Richardson(inne języki) – Mój osobisty demon
46. Clifford D. Simak – Tam gdzie mieszka Zły
47. Peter S. Beagle – Ostatni jednorożec
48. Jack L. Chalker – I pogrąży cię diabeł
49. L. Sprague de Camp, Fletcher Pratt – Żelazne zamczysko
50. Julian May(inne języki) – Złota obręcz
51. Dave Duncan – Zaklęta wnęka
52. L. Sprague de Camp – Szalony demon
53. Marion Zimmer Bradley, Paul Edwin Zimmer(inne języki) – Zwycięzcy
54. Marion Zimmer Bradley – Dom Światów
55. Clifford D. Simak – Z kwiecia powstaniesz
56. Mike Resnick – Pożeracz dusz
57. Abraham Merritt(inne języki) – Księżycowe jezioro
58. brak
59. Dave Duncan – Kraje baśni zatracone
60. Tanith Lee – Demon Śmierci
61. Mike Resnick – Lucyfer Jones
62. Mike Resnick – Lucyfer Jones. Nowe przygody
63. Alan Dean Foster – Kryształowe łzy
64. Marion Zimmer Bradley – Rozbitkowie na Darkoverze
65. Alan Dean Foster – Podróż do Miasta Umarłych
66. Dave Duncan – Groźne wiry morza
67. Marion Zimmer Bradley – Królowa burzy
68. Marion Zimmer Bradley – Dziedzictwo Hasturów
69. Glen Cook – Gorzkie złote serca
70. Elizabeth Ann Scarborough – Nic świętego
71. Marion Zimmer Bradley – Wygnanie Sharry
72. Greg Bear – Wężomag
73. L. Sprague de Camp – Niechciana księżniczka
74. L. Sprague de Camp – Królowa Zamby
75. Clifford D. Simak – Projekt Papież
76. Dave Duncan – Król i prostak
77. Julian May(inne języki) – Nieurodzony król
78. Julian May(inne języki) – Przeciwnik
79. Marion Zimmer Bradley – Sokolniczka
80. Charles Sheffield(inne języki) – Proteusz 2200
81. Elizabeth Ann Scarborough – Ostatnie schronienie
82. Poul Anderson – Tancerka z Atlantydy
83. Glen Cook – Zimne miedziane łzy
84. Eric Frank Russell – Wielka eksplozja
85. Gene Wolfe – Nowojorskie odloty
86. Philip K. Dick – Prawda półostateczna
87. Mike Resnick – Zamglony horyzont
88. Alan Dean Foster – Lodowy kliper
89. Alan Dean Foster – Misja do Moulokinu
90. Alan Dean Foster – A teraz czas na potop
91. Philip K. Dick – Simulakra
92. Clifford D. Simak – Pierścień wokół Słońca
93. Jacek Komuda – Opowieści z Dzikich Pól
94. Robert Girardi(inne języki) – Duch Magdaleny
95. David Ambrose – Przesąd
96. Eleanor Cooney(inne języki), Daniel Altien – Powrót do Szangri-La
97. Konrad T. Lewandowski – Królowa Joanna d'Arc
98. Konrad T. Lewandowski – Misja Ramzesa Wielkiego

Źródło: Encyklopedia Fantastyki